# Isabelle Holland
Pour les articles homonymes, voir Holland.
Œuvres principales
- The Man Without a Face (1972)
- Of Love and Death and Other Journeys (1975)

Isabelle Holland est une romancière américaine, née le 16 juin 1920 et morte le 9 février 2002. Elle est l'auteur de romans destinés à la jeunesse et de romans policiers.

## Biographie

### Jeunesse et formation
Isabelle Holland naît à Bâle. Elle est la fille d'un diplomate américain, qui exerce alors la fonction de consul des États-Unis en Suisse. Elle étudie à l'université de Liverpool jusqu'au déclenchement de la Seconde Guerre mondiale. En 1940, la jeune femme et sa mère retournent aux États-Unis. Holland obtient un bachelor's degree de l'université Tulane en 1942,.

### Carrière dans l'édition
Holland fait carrière dans le monde de l'édition. Durant une vingtaine d'années, elle est employée comme directrice de la publicité par plusieurs maisons, dont Crown Publishing Group, J. B. Lippincott Co. et G. P. Putnam's Sons. Isabelle Holland se consacre également à l'écriture, sans réussir à faire publier ses nouvelles,.

### Carrière d'écrivain
Isabelle Holland est l'auteur de romans destinés à la jeunesse, ainsi que de romans policiers (mystery novels). Ses premiers ouvrages ne sont pas publiés avant la fin des années 1960, alors que l'auteur approche de la cinquantaine. Son premier roman, Cecily, paraît en 1967. En 1972, elle publie l'un de ses romans les plus connus, intitulé The Man Without a Face. Il aborde le thème de l'homosexualité et fait débat lors de sa publication,.

## Thèmes
Les romans d'Isabelle Holland abordent les questions auxquelles doivent faire face les adolescents dans le monde contemporain,. Ils mettent en scène des enfants délaissés et des personnages en marge de la société. Ils sont appréciés pour l'authenticité de leur dialogue et la description fouillée des personnages.

## Adaptations
Le scénariste Malcolm MacRury adapte The Man Without a Face pour le cinéma. Le film L'Homme sans visage est réalisé par Mel Gibson en 1993,. Un autre roman d'Isabelle Holland, Bump in the Night, est adapté par Christoper Lofton pour la télévision. Le téléfilm est réalisé par Karen Arthur en 1991.

## Récompenses
En 1976, Of Love and Death and Other Journeys fait partie des finalistes du National Book Award dans la catégorie « littérature pour la jeunesse » (Children's Literature).